# 西伯利亚鞑靼语
西伯利亚鞑靼语（Себертатарца）是一种突厥语族的语言，为西伯利亚鞑靼人的母语，分布在俄罗斯西伯利亚西南部的鄂木斯克州、秋明州、新西伯利亚州、托木斯克州、科麦罗沃州、斯维尔德洛夫斯克州和库尔干州。西伯利亚鞑靼语是钦察语支的一种语言，并有西伯利亚语支的特点。西伯利亚鞑靼语同塔塔尔语无法互通。
西伯利亚鞑靼语被联合国教科文组织列入濒危语言红皮书，濒危程度为“肯定濒危”。

## 簡述
13世紀由於蒙古韃靼人西遷，“韃靼”這一稱謂逐漸傳遍整個大陸。在16～19世紀的俄國文獻中，“韃靼人”成了俄帝國境內使用突厥語各族（亞塞拜然人以及北高加索、中亞、伏爾加河流域突厥語各族）的統稱，其語言統稱韃靼語。
韃靼語分中部（韃靼自治共和國大多數居民的用語）、西部（或稱米沙爾語）和東部（西伯利亞韃靼人的用語）三大方言（托博爾-額爾齊斯語、巴拉巴語和湯姆語）。

## 參閱
- 西伯利亞韃靼語音系
- 西伯利亞韃靼語語法

## 外部連結
- Information about Siberian Tatar language （页面存档备份，存于）